# Campylomyza
Campylomyza är ett släkte av tvåvingar som beskrevs av Johann Wilhelm Meigen 1818. Campylomyza ingår i familjen gallmyggor.

## Dottertaxa tillCampylomyza, i alfabetisk ordning[1][2]
- Campylomyza abbreviata
- Campylomyza abjecta
- Campylomyza aborigena
- Campylomyza aemula
- Campylomyza aeratipennis
- Campylomyza alnea
- Campylomyza alpina
- Campylomyza amplipennis
- Campylomyza arcuata
- Campylomyza armata
- Campylomyza bicolor
- Campylomyza borealis
- Campylomyza boulderi
- Campylomyza cavitata
- Campylomyza cingulata
- Campylomyza cornuta
- Campylomyza coronata
- Campylomyza coronoidea
- Campylomyza crocea
- Campylomyza cruciata
- Campylomyza dilatata
- Campylomyza dimorphogyna
- Campylomyza falcifera
- Campylomyza flavipes
- Campylomyza furva
- Campylomyza fusca
- Campylomyza grandiuscula
- Campylomyza hedysari
- Campylomyza hirta
- Campylomyza hybrida
- Campylomyza impexa
- Campylomyza inornata
- Campylomyza insolita
- Campylomyza lepida
- Campylomyza lincolniensis
- Campylomyza luculenta
- Campylomyza maculatus
- Campylomyza magna
- Campylomyza minuta
- Campylomyza mohrigi
- Campylomyza montana
- Campylomyza mori
- Campylomyza mucoris
- Campylomyza muscicola
- Campylomyza nigroliminata
- Campylomyza nitida
- Campylomyza ordinaria
- Campylomyza orientalis
- Campylomyza ormerodi
- Campylomyza paenebicolor
- Campylomyza pellax
- Campylomyza perpallida
- Campylomyza persimilis
- Campylomyza picea
- Campylomyza plicata
- Campylomyza pubescens
- Campylomyza robusta
- Campylomyza scutellata
- Campylomyza sejuncta
- Campylomyza serrata
- Campylomyza sidneyensis
- Campylomyza silvana
- Campylomyza simulator
- Campylomyza spatulata
- Campylomyza spinata
- Campylomyza squalida
- Campylomyza squamata
- Campylomyza stegetfore
- Campylomyza subsicca
- Campylomyza subtilis
- Campylomyza sylvicola
- Campylomyza tenuis
- Campylomyza tridentata
- Campylomyza vicina
- Campylomyza villosa
- Campylomyza vittata